# Салаи
Салаи (Салаино; итал. Salaì, Il Salaìno — «дьяволёнок»; 1480 — 19 января 1524), настоящее имя Джан Джакомо Капротти да Орено (итал. Gian Giacomo Caprotti da Oreno) — ученик Леонардо да Винчи, второй из двух юношей, помимо Франческо Мельци, с которым художника связывали длительные — более 25 лет — отношения и, возможно, секс.

## Биография
Появился в доме художника 22 июля 1490 года десятилетним мальчиком. Вазари упоминает о нём: «В Милане Леонардо взял в ученики Салаи, который был очень привлекателен своей прелестью и своей красотой, имея прекрасные кучерявые волосы, которые вились колечками и очень нравились Леонардо. Леонардо многому научил его в искусстве, а некоторые работы, которые в Милане приписывают Салаи, были подправлены Леонардо». Салаи был сыном простых людей из городка Орено, неподалёку от Милана. Его родителей звали Пьетро ди Джованни и Катарина Скотти, у него также было два брата, которые будут появляться на протяжении его жизненного пути, в основном выпрашивая деньги.
Леонардо много писал о нём в своём дневнике:

Джакомо поселился со мной в день Магдалины, в 1490 году, в возрасте десяти лет. На второй день я заказал ему четыре рубашки, пару штанов и плащ. Когда я положил рядом с собой деньги, чтобы заплатить за все эти вещи, он украл их у меня из кошелька. И я так и не заставил его признаться, хотя совершенно в этом уверен. (…)
7 сентября украл пряжку стоимостью 22 сольди у Марко, живущего у меня. Пряжка эта была серебряной, и украл он её из моего кабинета. После того как Марко долго искал её, она была найдена в сундуке названного Джакомо.(…)

Когда я был в доме Галеаццо Сансеверино и подготавливал его выезд на турнир, несколько оруженосцев разделись, чтобы примерить костюмы дикарей, приготовленные для праздника. Джакомо подкрался к кошельку одного из них, лежавшему на кровати вместе с другими вещами, и взял все деньги, которые там нашел, — 2 лиры 4 сольди. Когда я получил в подарок турецкую шкуру, чтобы сделать из неё пару сапог, Джакомо через месяц украл её у меня и продал за 20 сольди. И на эти деньги, как он мне сам признался, купил анисовых конфет.

Марко д’Оджоне тогда едва не убил похитителя и впоследствии сожалел, что этого не сделал, поскольку, в конце концов, Салаино вынудил его покинуть мастерскую раньше, чем Марко намеревался.
Юноша служил моделью для «Иоанна Крестителя» кисти Леонардо. Возможный гомоэротизм этого произведения был предметом рассмотрения искусствоведов. Существует маргинальная версия, что Салаи, одетый в женское платье, был моделью Моны Лизы.
|                                       | |                                                   |
| Леонардо да Винчи. «Иоанн Креститель» | Леонардо да Винчи. «Ангел во плоти». Эскиз к «Иоанну Крестителю» (?). На рисунке подписано имя Салаи и ясно виден эрегированный пенис. | Салаи. «Иоанн Креститель», копия картины Леонардо |

Летом 1499 года в Италию вторглись французы, и в начале сентября Лодовико Моро, покровитель Леонардо, уехал из Милана в Тироль. Леонардо ждал до декабря, что Моро вернётся, но тот не возвращался и тогда вместе с Лукой Пачоли они решили уехать. Из учеников Леонардо взял только самого любимого, Салаи, которого во что бы то ни стало хотел сделать настоящим художником. Винчи, Пачоли и Салаи двинулись в Венецию.
В мае 1513 года умер папа Юлий II, и на его место был выбран сын Лоренцо Медичи, принявший имя Льва X. Началось настоящее паломничество художников в Рим. Туда же со своими учениками (Салаи, Мельци, Лоренцо и Фанфойа) отправился и Леонардо.
Перед отъездом во Францию Леонардо распрощался с Салаи, которому дал денег, чтобы он мог построить себе дом в принадлежащем Леонардо винограднике. Во Францию с ним вместе ехали Франческо Мельци и новый слуга Баттиста де Вилланис.
Леонардо да Винчи оставил ему «Мону Лизу». Салаи и Баттиста де Вилланис также, согласно завещанию, получили по половине миланского виноградника, подаренного ему Моро. Через некоторое время после смерти Леонардо он женился на женщине по имени Бьянка. Был убит выстрелом из ружья.

## Произведения
Ему приписываются алтарный образ с Петром и Павлом в миланской галерее Брера и копии с работ учителя («Вакх», «Леда», «Иоанн Креститель», «Св. Анна», «Мадонна» в Будапештском музее изобразительных искусств).